# Beeldenpark Een Zee van Staal

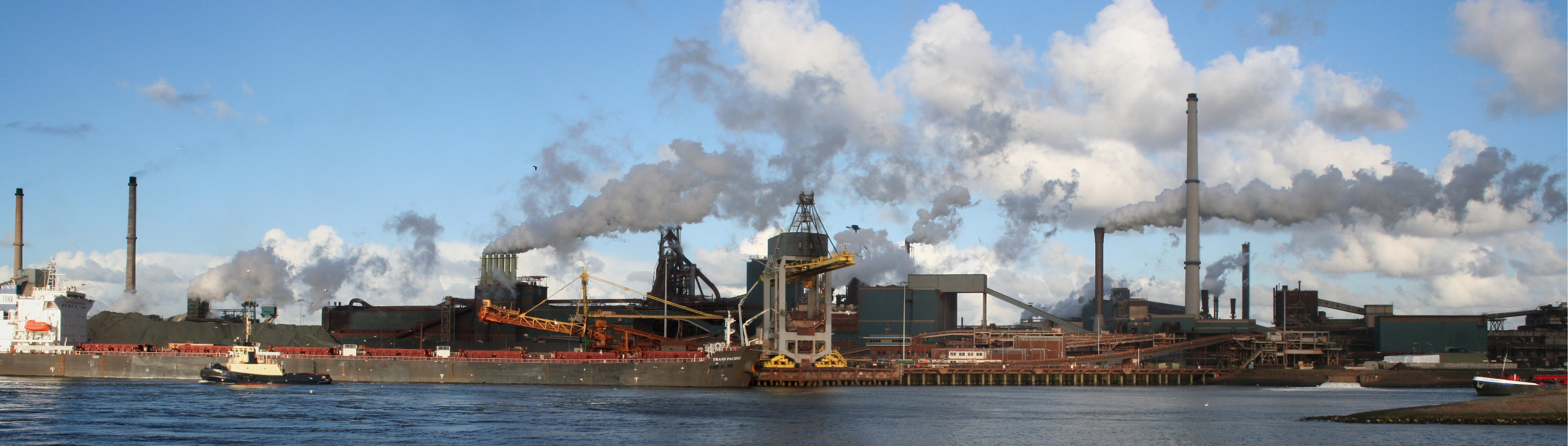
Tata Steel IJmuiden, 2006

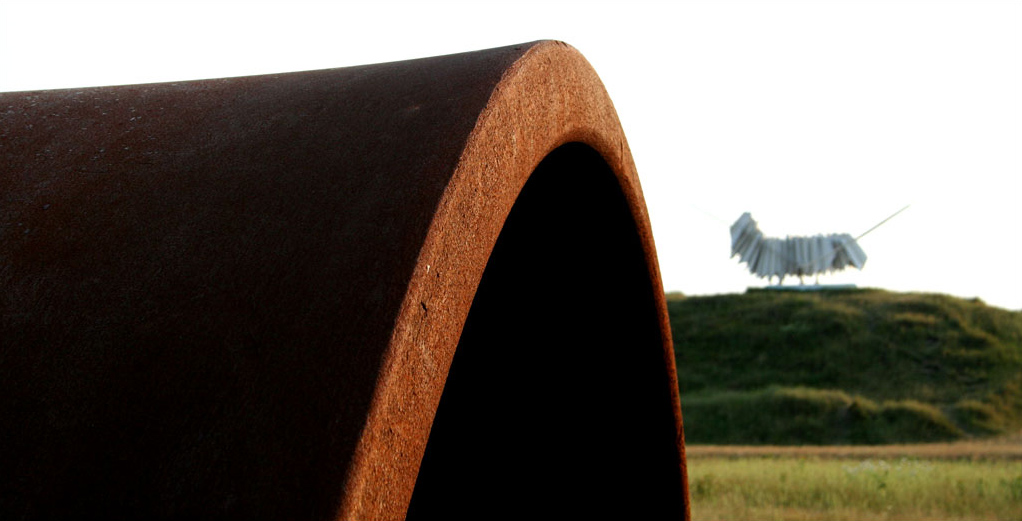
Der Skulpturenpark mit White Rhythm von Robert Erskine

Der Beeldenpark Een Zee van Staal (deutsch Skulpturenpark: Ein Meer aus Stahl) ist ein Skulpturenpark in den Niederlanden am Wijk aan Zee in der Nähe der Ortschaft Beverwijk. Der Park, der 1999 der Öffentlichkeit übergeben wurde und frei zugänglich ist, liegt im Dünengebiet unter dem Rauch von Tata Steel Netherlands, IJmuiden – zuvor Corus Steel – einem Stahlwerk.

## Sammlung
1. Nico Betjes: Ohne Titel
2. Luciano Dionisi: La Casa di Mare
3. Robert Erskine: White Rhythm[1] (1999)
4. Apostolos Fanakidis: Thalassa apo atsali (1999)
5. Colin Foster: Angel XXIX, Home and Tea (1999)
6. Karl-Heinz Langowsky: Die leeren Augen der Sprachlosigkeit (1999)
7. Herbert Nouwens: Beeldengroep Corus: Arie, Piet, Loes, Henk und Ludwig (2003)
8. José Rault: Au dela des Vagues (1999)
9. Mercedes Redondo & Antonio Sampredo: Esperanza (1999)
10. Paul Schabel: Insh'Allah (1999)
11. Jaak Soans: Playing Waves (1999)
12. Aleš Veselý: The Messenger (1999)
13. Rudi van de Wint: De Poort (2009)
14. Niko de Wit: Ohne Titel (2003)

## Fotogalerie

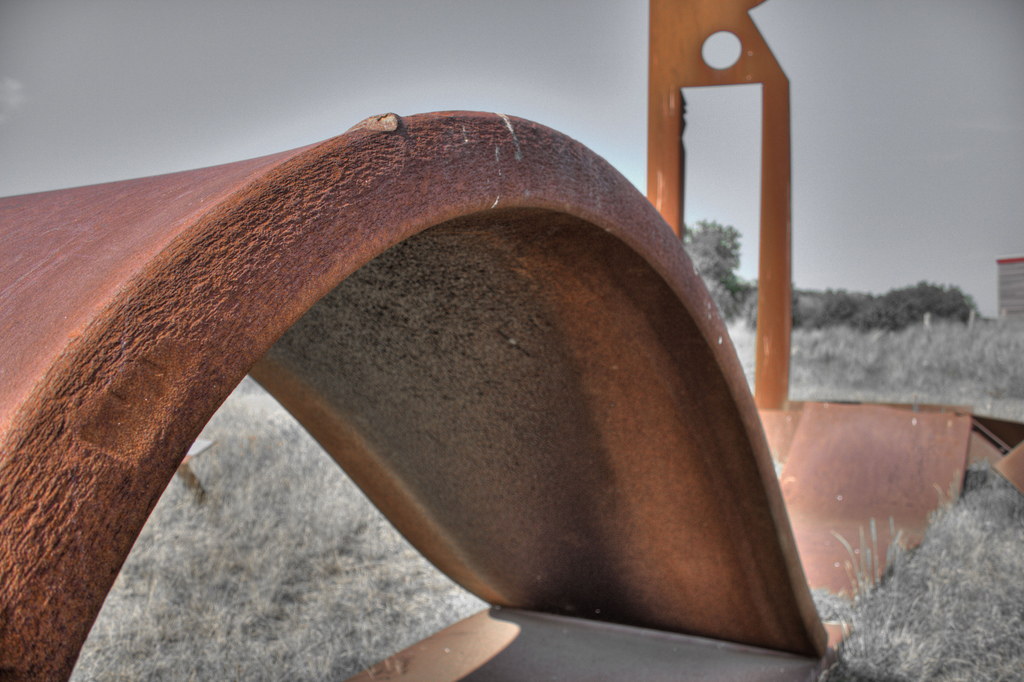
La Casa di Mare von Luciano Dionisi
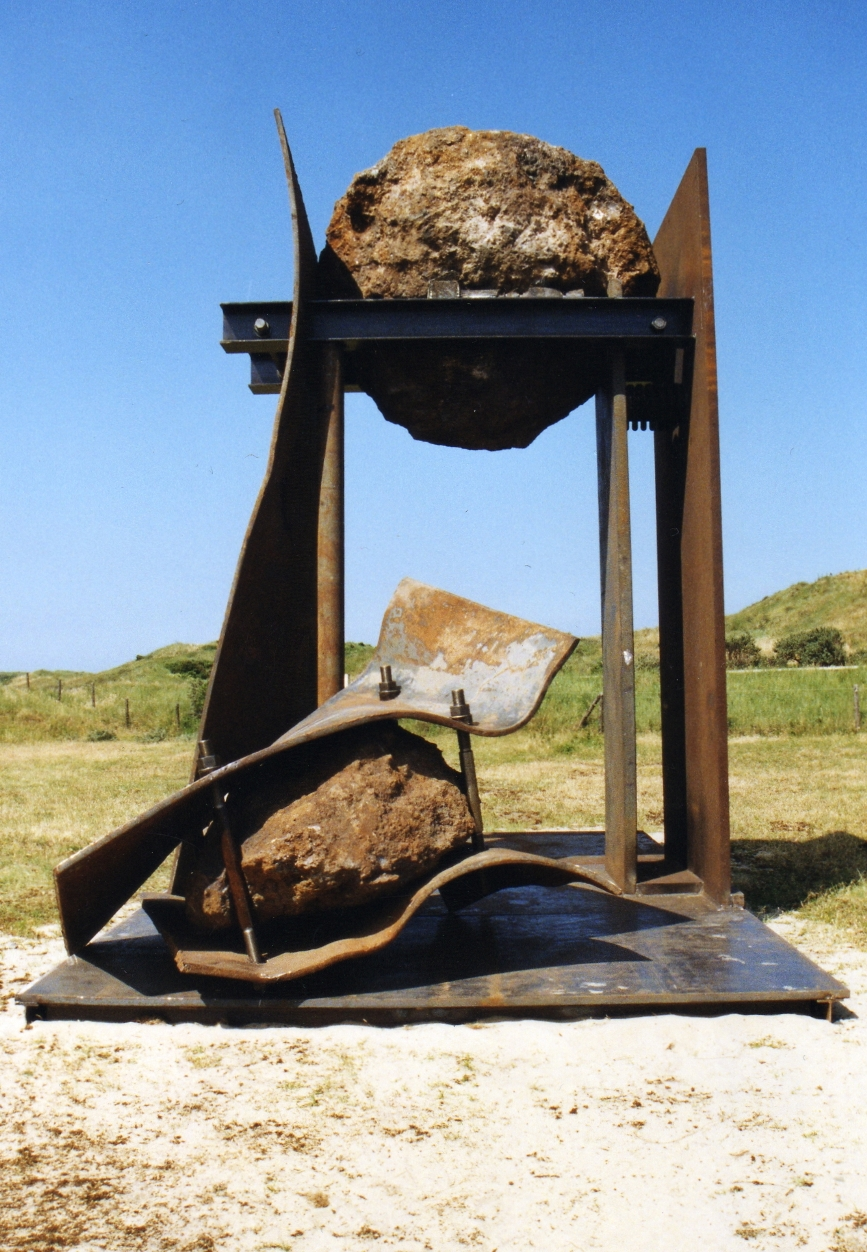
The Messenger von Aleš Veselý
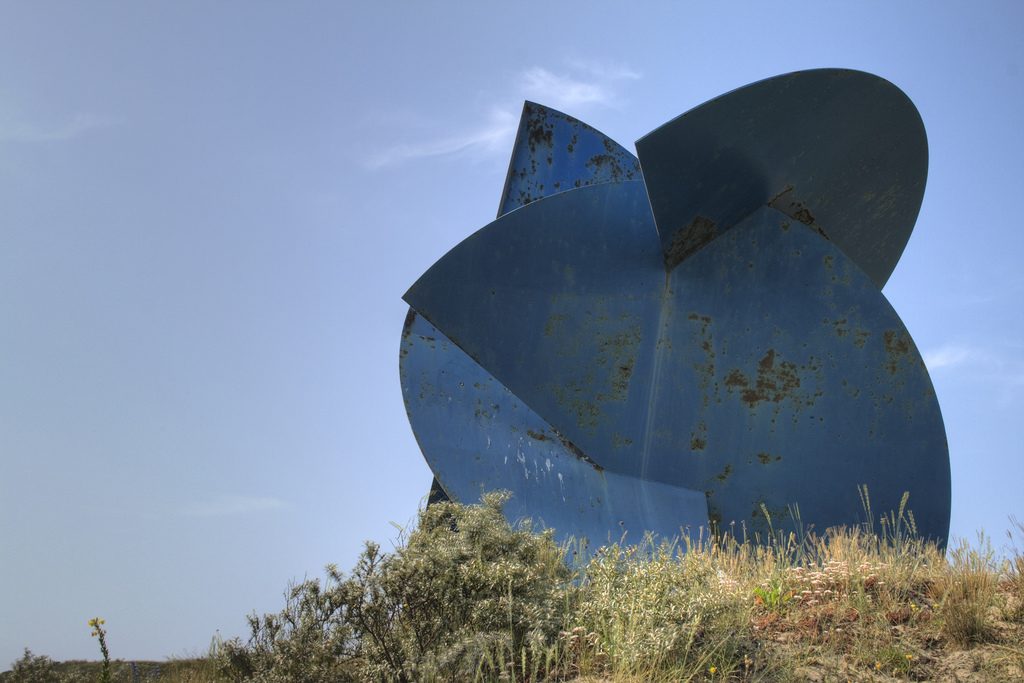
Playing Waves von Jaak Soans
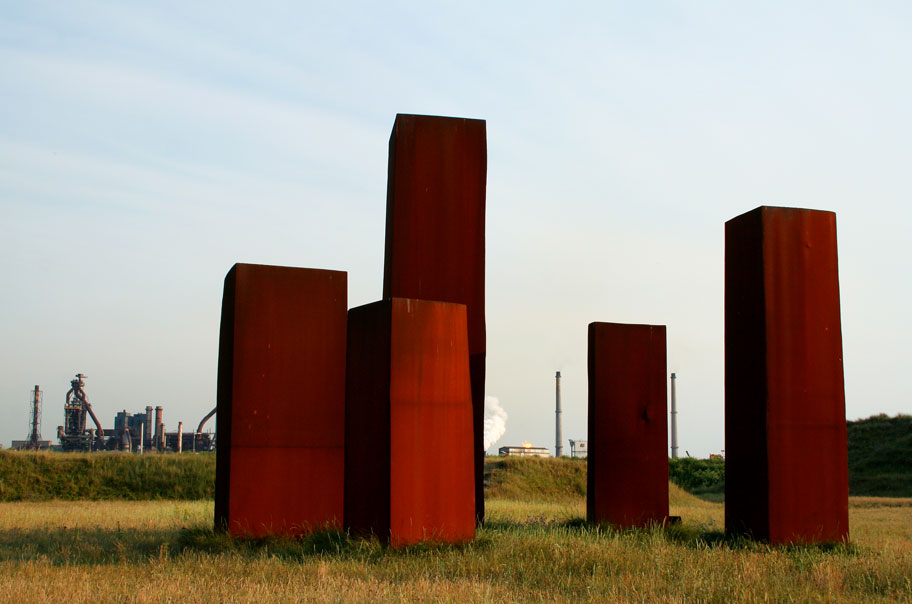
Skulpturengruppe Corus von Herbert Nouwens